# Limenitis obsoleta
Limenitis obsoleta är en fjärilsart som beskrevs av Edwards. Limenitis obsoleta ingår i släktet Limenitis och familjen praktfjärilar. Inga underarter finns listade i Catalogue of Life.